# BUZZER BEATER
『BUZZER BEATER』（ブザービーター）は、井上雄彦の漫画作品。『SLAMDUNK』に続きバスケットボールを題材とし、1996年5月よりスポーツ専門CS放送局「スポーツ・アイ ESPN」（現在はJ SPORTS）のホームページ上においてフルカラーで公開された、当時では珍しいウェブコミック。

## 概要
『月刊少年ジャンプ』に再録掲載（1997年2月号 - 1998年8月号）されたのち単行本化され、2005年2月にはWOWOWで、2007年7月には日本テレビ系列でアニメ化もされた。
タイトルになっている「ブザービーター」とは、試合終了のブザーが鳴る直前や鳴ったと同時に放ったシュートのことである。

## あらすじ
西暦2xxx年、地球で生まれたバスケットボールは全宇宙に広まったが、最高峰の宇宙リーグは異星人に席巻され地球人選手は一人もいなかった。そんな状況を打破するため大富豪の老人・ヨシムネが私財を投じて地球人だけの最強チーム設立を計画。集まる地球人選手の中にストリートチルドレンのヒデヨシがいた。

## 登場人物
ヒデヨシ
PG（ポイントガード） 背番号1
年齢：14歳　身長：160cm→170cm（その後さらに身長は伸び、最終回にはポイントガードとしては大きすぎるほどになった）　体重：54kg
青い長髪の少年。ヨシムネが提示した地球チーム正式メンバーの契約金1億円に目がくらんで選考会に参加し、合格する。しかしそれは将来を期待した「次世代」メンバーとしての合格であった。ストリートチルドレンだったころに金を賭けたバスケゲームを大人相手に挑み、金を稼いでいた。14歳ながら類稀なる才能の持ち主。地球選抜チームの中にあって自分がベストだと信じて疑わない為、態度は実に偉そう。性格はまだまだ子供でわがままであるが、そのストレートさからチームのムードメーカとなる。事あるごとにチャチェと言い争う。途中でチャチェの身長を追い抜かす。ストリートチルドレン時代からの子分、エディとレニーに「殿」と慕われ、本人も二人を「家族」といい大事にしている。
実は身体能力が優れたゴル星人（アニメでは地球人とのハーフ）であり、成長期に特徴的な頭痛に悩まされる。また、そのことでショックを受け、DTと共に地球チームを抜ける。ゴル星にしかない素材で出来たリストバンドをしている。　
チャチェ
SG（シューティングガード） 背番号2
年齢：15歳　身長：165cm　体重：49kg
ヨシムネの孫。地球選抜チーム選考会の時、マルにシュートで勝負を挑み、勝利して地球選抜の正式メンバーとなる。シューターとしての一流の実力を持っており、ハーフラインからのシュートを決められる。小宇宙リーグではゴールすれば10点加点となる特別ゴールに2度もゴールして見せた。祖父のヨシムネを「ジジイ」と呼ぶ。勝気で男勝りな性格。ヒデヨシとよく張り合う。
DT
PG 背番号9
年齢：21歳　身長：188cm　体重：82kg
地球チームのNo.1ポイントガード。彼がPGに入ると他の選手も普段以上の動きができるようになり、まるで夢の中にいるかのようにプレイすることができるので、通称Dream Time略してDTと呼ばれる。本名は不明。その才能は天下一品でチームのリーダーシップをとっている。ヒデヨシの良き理解者である。性格は軟派でしょちゅう女性を宿舎に連れ込んでいるらしい。美人なマルの奥さんが来た時もすかさず目をつけ、ラズーリの正体を知ったときもニヤつくなど根っからの女好きのようだ。
バスケへの情熱は高く、ゴル星人であるにも関わらず地球人初の宇宙リーガーになる目標のため、自ら角を折って敢えて身体能力を落とし、地球人としてバスケをすることにした。しかし、ヒデヨシがゴル星人であることを知り、地球チームを抜けた後、ヨシムネにゴル星人であることを明かし、去っていった。ゴル星にしかない素材で出来た帽子を被っている。
イワン
C（センター） 背番号55
年齢：15歳　身長：211cm　体重：128kg
巨体とそのゴリラ並みの風貌からヒデヨシにおっさんと呼ばれるが、実は15歳。R州最強リーグRBAのブロックショット王だった。地球選抜チームの選考会で始めにヒデヨシとあたる。地球チームの正式メンバーとなるため、モーとスモーで戦うが敗北。だがモーをしてオーゼキ（大関）並みのパワーだったと言わしめる。
マル
SG 背番号7
年齢：27歳　身長：198cm　体重：100kg
本名　犬丸貢。シューティングアンドロイドと呼ばれていた割には精神的に弱く、すぐに激昂したり、プレッシャーに負けてしまう人間くさいところがある天才的シューター。日本選抜チームのオリンピック出場をかけた試合、2点負けている状況でフリースローを3本貰い、2本立て続けに外した上、わざと外してリバウンドを取ろうとした最後の1本を決めてしまうという苦い過去を持つ。地球選抜チームを決める選考会でも、ヒデヨシのクシャミにより集中力を切らしチャチェに敗れた。
地球チーム唯一の妻子持ち。美人の奥さんと3人の子供が居る。かなりの子煩悩。
ローズ
PG 背番号8
年齢：23歳　身長：191cm　体重：80kg
試合中に紫の髪の毛を3つに縛る。自意識過剰で熱くなりやすく、ヒデヨシの偉そうな言葉にもいちいち反応してしまう。PGとしての実力は充分だが、DTの存在により今はその下に甘んじている。
アニメでは私服も私物も殆どのものが紫である。試合ではスモールフォワードとして起用されることが多い。
ハン
PG 背番号5
年齢：25歳　身長：208cm　体重：108kg
長身に青いトサカ、緑のえりあしという派手な風貌のPG。いつも眼鏡をかけて敬語を使っている。冷静な判断力と華麗なテクニックを買われて地球チームに入るも、No.1PGを決める戦いでDTに敗れる。
アニメでは元警察官だったがヨシムネの誘いを受け、辞職して地球選抜チーム入りしたことになっている。
モー
C 背番号35
年齢：27歳　身長：220cm　体重：138kg
本名　孟泳徳。元スモーレスラーでインターナショナル・スモーの横綱だったという異色の選手。恵まれた体に加え、素晴らしいテクニックも合わせ持つ、超大型センター。イワンの挑戦を受け、スモーで勝負し勝利する。
アニメでは モンゴル出身のスモーレスラーだったが、ヨシムネのスカウトによりバスケットに転向したということになっている。
ラズーリ
背番号21
年齢：21歳
地球選抜チームに選ばれる。青くて短い髪の毛の長身プレーヤー。選考会の時は隠していたが、実は女性であることを小宇宙リーグ、エキシビションマッチのスワロウズ戦で告白する。女性で唯一大宇宙リーグに挑戦したことがあるアピルを目標にバスケをしていたという。ユニフォームの下にいつもシャツを来ている。
アニメでは設定が大きく異なっており、元々地球チームのメンバーではない。金銭のやりとりを目的とした賭け試合が行われているアンダーグラウンドリーグのスモーキークイーンズというチームのスタープレイヤーであった。スモーキークイーンズが地球チームに敗れたため、ルーザーズペナルティ（アンダーグラウンドリーグ特有のルールで、敗者が勝者の要求を呑むというルール）により地球チームに引き抜かれる。アニメではDTと昔からの知り合いということになっているが、経緯は不明。
アフロ
地球チームのNO.1PGを決める試合でPGとして出場したが、DTに専門のポジションではないことを見破られる。おそらくはSGと考えられているが、詳細は不明。
地球チームのメンバー。名前の通りのアフロヘアーである。練習試合でDTにおちょくられるなどあまり見せ場は無い。
ヨシムネ
年齢：77歳
地球チームオーナー。地球で生まれたバスケットボールの宇宙リーグに地球人が一人も居ないことを嘆かわしく思い、地球選抜チームを作って宇宙リーグに殴りこむことを決めた老人。地球チームとして契約した選手には1億出すと宣言した。
アニメでは宇宙リーグ創設に関わった重要人物とされる。
リズ・マードック
地球チームのコーチを務める女性。ストリートバスケで金を稼いで生活していたヒデヨシにワン・オン・ワンを挑んで勝利し、彼を地球チームに誘った。実は地球人ではなく、その正体はゴル星人。ギューマの所属するチーム『ブルーズ』のオーナー、マードックの実の娘でもある。
アピル
小宇宙リーグ、スワロウズの選手。腕が異様に長く、身体能力に優れる。女性初の宇宙リーガーであるが、周りが自分の好みの男だらけで試合に集中できなかったらしい。当時ルーキーだったギューマをロッカールームで押し倒したが、取り逃がした。未だにギューマの写真を持ち歩いている。
ギューマ
年齢：19歳
宇宙リーグ、ブルーズの選手。ゴル星人。長きに渡り宇宙リーグを支配してきたギューダンの引退表明を受けて、今最もギューダンに近いといわれている選手。アピルに押し倒されたことがトラウマになっており、アピルの名前を聞いただけで吐くほどである。
ジュリアス（アニメのみ）
小宇宙リーグ、ソニックスのメンバー。赤い髪の毛の少年で、「J」の愛称を持つソニックスの若きエースである。

## 用語
バスケットボール
地球で生まれたスポーツ。現在のバスケットボールと基本的にルールは同じであるが、背番号が1番からである、入れると10点になる特設ゴールがある、女性と男性の混合チームが可能であるなど、異なる点もある。
宇宙リーグ
全宇宙のバスケット最高峰リーグ。所属する選手の殆どがゴル星人である。そのロゴはNBAのものに酷似しているが、ロゴのバスケ選手の頭にはゴル星人のツノが生えていて、左下には「うちう」と書かれている。ブルーズなどがここに所属する。
小宇宙リーグ
宇宙リーグの下部組織リーグで、マイナーリーグとも呼ばれる。地球チーム（アニメのみ）、ソニックス（アニメのみ）、スワロウズなどが所属。
アンダーグラウンドリーグ（アニメのみ）
アルタイル星系で行われるバスケットリーグの総称。賭博の対象となる闇試合が行われる。ドーピングに引っかかったり、事件を起こして公式なリーグに居られなくなった選手がここへ来るとされている。公式のリーグよりもラフプレーが多く反則も多少は許される。スモーキークイーンズなどがここに所属。
ゴル星人
運動能力、身体能力に優れたゴル星の者。地球人と殆ど体のパーツに違いは無いが、額に二本のツノを持つ。14歳～15歳で成長期を迎え、その3ヶ月というごく短期間に運動能力、身体能力が劇的に向上する。成長期の間、男性の場合猛烈な頭痛を伴って二本のツノが生える。ツノを折っても死なないが、優れた身体能力は失われる。ギューマなど。ヒデヨシとDTもゴル星人である。漫画中では、ヒデヨシはちょうど成長期であったため、運動能力や身体能力が飛躍的に向上したが、猛烈な頭痛に悩まされた。また、DTは自らツノを折り、地球人として宇宙リーグを目指すことを決意した過去を持つ。
地球選抜チーム
地球人だけで構成されたチーム。ヨシムネによって集められた。ユニフォームは青（水色）と白で、「ちきう」と書かれている。
モス・スワロウズ
モス星を本拠地とした小宇宙リーグのトップチーム。ユニフォームは白と緑。
スモーキークイーンズ（アニメのみ）
アンダーグラウンドリーグのチーム。ラズーリが所属していた。通称「血染めの女王」と呼ばれるほどラフプレーが多く、反則もお構いなしである。対戦したチームは無事では済まない。数々の反則によりホームでの負けは無かったが、地球チームに敗れる。尚、ホームでの試合では普通のボールよりも重いボールと軽いボールを使い、重さによってメンバーも代えてくる。ユニフォームは紺と赤。
ブルーズ
宇宙リーグのチーム。ギューマが所属。アニメで登場したユニフォームは赤と黒と白であり、SLAM DUNKの湘北高等学校のユニフォームに酷似している。
デイフィールド・ソニックス（アニメのみ）
小宇宙リーグのトップチーム。ジュリアスなどが所属。ユニフォームは黄色と黒。

## テレビアニメ
2005年にWOWOWで放送され、2007年に日本テレビほかでその続編が放送された。
原作とは設定や話の流れが大きく異なっており、ヨシムネが地球チームを自らスカウトして回る、DTとラズーリの地球チームへの合流が他のメンバーよりも遅い、小宇宙リーグへの参入など多くの相違点がある。

### WOWOW版
2005年2月5日よりWOWOWで放送された。後にDVD-BOXと単巻DVD全4巻が発売された。

#### スタッフ
- 原作・監修 - 井上雄彦（集英社「ジャンプコミックス」刊）
- 監督・キャラクターデザイン・総作画監督 - 宮繁之
- 監督助手 - 上野史博
- シリーズ構成 - 大和屋暁
- メカニックデザイン - 水村良男
- タイトルデザイン・OP&ED演出・絵コンテ - 下山真吾
- 美術監督 - 宮野隆
- 色彩設計 - 飯島孝枝
- 撮影監督 - 本阿彌光平
- CGディレクター - 豊丸利恵
- 編集 - 柳田美和
- 音楽 - 亀山耕一郎
- 音響監督 - なかのとおる
- 音響効果 - 浦畑将、横澤由美子
- 録音制作 - HALF H･P STUDIO
- 音響プロデューサー - 中野徹
- 音楽制作/協力 - avex entertainment
- アニメーションプロデューサー - 浄園祐
- プロデューサー - 大石祐道
- 企画協力 - 井上宗隆
- 製作・著作 - トムス・エンタテインメント

#### キャスト
- ヒデヨシ：瀧本富士子
- チャチェ：小林沙苗
- DT：うえだゆうじ
- ハン：中尾隆聖
- ローズ：藤田大助
- イワン：稲田徹
- モー：中田譲治
- マル：小杉十郎太
- ラズーリ：浅川悠
- アフロ：梁田清之
- エディ：飯塚雅弓
- レニー：伊藤実華
- コーチ：勝生真沙子
- ヨシムネ：石森達幸
- ギューマ：子安武人
- ジュリアス：陶山章央
- クレア：千葉紗子
- クロエ：真殿光昭
- エドガー：高木渉
- タキオン：森川智之
- マードック：堀勝之祐
- 幹部：富田耕生
- オリビエ：内田直哉
- ケント：菅生隆之
- サラ：三石琴乃

#### 主題歌
- オープニングテーマ
  - 「ヒデヨシのテーマ」亀山耕一郎
- エンディングテーマ
  - 「鮮やかなもの（Acoustic Version）」Every Little Thing

#### 各話リスト
| 話数 | サブタイトル  | 脚本     | 絵コンテ        | 演出         | 作画監督 | 放送日        |
| ---- | ------------- | -------- | --------------- | ------------ | -------- | ------------- |
| 1    | THROW IN      | 大和屋暁 | 宮繁之          | 宮繁之       | 小山知洋 | 2005年 2月5日 |
| 2    | TRANSITION    | 大和屋暁 | 殿勝秀樹        | 殿勝秀樹     | 名村英敏 | 2月12日       |
| 3    | Chucker       | 大和屋暁 | 名村英敏        | のがみかずお | 小山知洋 | 2月19日       |
| 4    | PG            | 大和屋暁 | 殿勝秀樹        | 名村英敏     | 名村英敏 | 2月26日       |
| 5    | Tip off       | 大和屋暁 | 石山タカ明      | 上野史博     | 松川哲也 | 3月5日        |
| 6    | Charging      | 大和屋暁 | 殿勝秀樹        | 殿勝秀樹     | 小山知洋 | 3月12日       |
| 7    | SIXTH MAN     | 大和屋暁 | 石山タカ明      | 名村英敏     | 名村英敏 | 3月19日       |
| 8    | FAST BREAK    | 大和屋暁 | 大庭秀昭 宮繁之 | 辻太輔       | 飯飼一幸 | 3月26日       |
| 9    | TRIPLE DOUBLE | 大和屋暁 | 殿勝秀樹        | 殿勝秀樹     | 小山知洋 | 4月2日        |
| 10   | J             | 大和屋暁 | 石山タカ明      | 上野史博     | 宮繁之   | 4月9日        |
| 11   | HANG TIME     | 宇多公人 | 上野史博        | 名村英敏     | 名村英敏 | 4月16日       |
| 12   | CLUTCH SHOT   | 清水章央 | 殿勝秀樹        | 殿勝秀樹     | 飯飼一幸 | 4月23日       |
| 13   | BUZZER BEATER | 清水章央 | 石山タカ明      | 上野史博     | 小山知洋 | 4月30日       |

#### 放送局
| 放送局       | 放送期間                 | 放送日時           | 備考                    |
| ------------ | ------------------------ | ------------------ | ----------------------- |
| WOWOW        | 2005年2月5日 - 4月30日   | 土曜 19:00 - 19:30 | リピート放送あり        |
| ANIMAX       | 2007年7月25日 - 10月17日 | 水曜 22:00 - 22:30 | リピート放送あり        |
| TOKYO MX     | 2008年6月27日 - 9月19日  | 金曜 18:30 - 19:00 | 第2期も続けて連番で放送 |
| とちぎテレビ | 2008年10月6日 - 12月29日 | 金曜 22:30 - 23:00 | 第2期も続けて連番で放送 |

| WOWOW 土曜19:00枠 | WOWOW 土曜19:00枠 | WOWOW 土曜19:00枠             |
| 前番組            | 番組名            | 次番組                        |
| ----------------- | ----------------- | ----------------------------- |
| -                 | BUZZER BEATER     | 新釈 眞田十勇士 The Animation |

### 日本テレビ版
2007年7月4日から同年9月26日まで日本テレビほかで続編が放送された。キャストに変更はないが、スタッフに若干の変更がある。
太字はWOWOW版と日本テレビ版の変更点。

#### スタッフ（第2期）
- 原作・監修 - 井上雄彦
- 監督・キャラクターデザイン - 宮繁之
- シリーズ構成 - 大川俊道
- メカニックデザイン - 水村良男
- 美術監督 - 宮野隆、村上良子
- 色彩設計 - 飯島孝枝
- 音楽 - 亀山耕一郎
- 音響監督 - なかのとおる
- CGディレクター - 植田秀蔵
- 撮影監督 - 郷博
- 編集  - 佐野由里子
- アニメーション制作 - トムス・エンタテインメント
- 製作・著作 - BUZZER BEATER PROJECT（D.N.ドリームパートナーズ、集英社、トムス・エンタテインメント、日本テレビ）

#### キャスト（第2期）
- ヒデヨシ：瀧本富士子
- チャチェ：小林沙苗
- DT：うえだゆうじ
- ヨシムネ：石森達幸、宮野真守（少年時代）
- コーチ：勝生真沙子
- モー：中田譲治
- マル：小杉十郎太
- ハン：中尾隆聖
- ローズ：藤田大助
- イワン：稲田徹
- アフロ：梁田清之
- レニー：伊藤実華
- ラズーリ：浅川悠
- エディ：飯塚雅弓
- ギューマ：子安武人
- ジュリアス：陶山章央
- タキオン：森川智之
- アピル：本田貴子
- エドガー：高木渉
- クロエ：真殿光昭
- クレア：千葉紗子
- ズッキーニ：宇垣秀成
- イオ：伊藤静
- マードック：堀勝之祐
- 将軍：三木眞一郎
- DTの昔の彼女：豊口めぐみ

#### 主題歌（第2期）
- オープニングテーマ
  - 「ヒデヨシのテーマ "SC"」亀山耕一郎
- エンディングテーマ
  - 「HOME」Pay money To my Pain

#### 各話リスト（第2期）
| 話数 | サブタイトル    | 脚本       | 絵コンテ | 演出          | 作画監督          | 総作画監督 | 放送日        |
| ---- | --------------- | ---------- | -------- | ------------- | ----------------- | ---------- | ------------- |
| 1    | OUT OF BOUNDS   | 大川俊道   | 宮繁之   | 宮繁之        | 宮繁之            | -          | 2007年7月4日  |
| 2    | FOUL TROUBLE    | 大川俊道   | 宮繁之   | 宮繁之        | 宮繁之            | -          | 2007年7月11日 |
| 3    | NUMBER PLAY     | 古怒田健志 | 中村哲治 | 中村哲治      | 福島豊明 臼田美夫 | 宮繁之     | 2007年7月18日 |
| 4    | COAST TO COAST  | 古怒田健志 | 辻大輔   | 辻大輔 宮繁之 | 日置正志 臼田美夫 | 宮繁之     | 2007年7月25日 |
| 5    | STEAL           | 大川俊道   | 名村英敏 | のがみかずお  | 小林利充          | 宮繁之     | 2007年8月1日  |
| 6    | ONE ON ONE      | 大川俊道   | 名村英敏 | のがみかずお  | 臼田美夫          | 宮繁之     | 2007年8月8日  |
| 7    | TRASH TALK      | 大川俊道   | 殿勝秀樹 | 殿勝秀樹      | 小山知洋          | 宮繁之     | 2007年8月15日 |
| 8    | HAND-CHECKING   | 古怒田健志 | 宮繁之   | 宮繁之        | 平山智            | 宮繁之     | 2007年8月22日 |
| 9    | ALL COURT PRESS | 古怒田健志 | 名村英敏 | のがみかずお  | 小山知洋 臼田美夫 | 宮繁之     | 2007年8月29日 |
| 10   | TRANSITION GAME | 古怒田健志 | 名村英敏 | のがみかずお  | 宮繁之            | -          | 2007年9月5日  |
| 11   | BRICK           | 大川俊道   | 中村哲治 | 殿勝秀樹      | 宮繁之            | -          | 2007年9月12日 |
| 12   | TURNOVER        | 大川俊道   | 宮繁之   | 殿勝秀樹      | 平山智            | 宮繁之     | 2007年9月19日 |
| 13   | JAM             | 大川俊道   | 宮繁之   | のがみかずお  | 宮繁之            | -          | 2007年9月26日 |

#### 放送局（第2期）
| 放送局     | 放送日時                     | 放送期間                 | 備考              |
| ---------- | ---------------------------- | ------------------------ | ----------------- |
| 日本テレビ | 水曜 0:56 - 1:26（火曜深夜） | 2007年7月4日 - 9月26日   | 製作委員会参加    |
| 中京テレビ | 水曜 1:39 - 2:09（火曜深夜） | 2007年7月18日 - 10月10日 |                   |
| 読売テレビ | 火曜 1:54 - 2:24（月曜深夜） | 2007年7月31日 - 10月23日 | MONDAY PARK 第1部 |
| 福岡放送   | 火曜 1:26 - 1:56（月曜深夜） | 2007年8月7日 - 10月30日  |                   |

| 日本テレビ 火曜深夜アニメ枠 | 日本テレビ 火曜深夜アニメ枠         | 日本テレビ 火曜深夜アニメ枠 |
| 前番組                      | 番組名                              | 次番組                      |
| --------------------------- | ----------------------------------- | --------------------------- |
| DEATH NOTE ※0:56 - 1:26     | BUZZER BEATER（第2期） ※0:56 - 1:26 | 逆境無頼カイジ ※0:59 - 1:29 |

## 書誌情報
- 井上雄彦 『BUZZER BEATER』 集英社〈ジャンプ・コミックス デラックス〉、全4巻
  1. 1997年7月発行、ISBN 4-08-858771-5
  2. 1997年12月発行、ISBN 4-08-858772-3
  3. 1998年4月発行、ISBN 4-08-859016-3
  4. 1998年8月発行、ISBN 4-08-859034-1
- 井上雄彦 『BUZZER BEATER』 ソニー・コンピュータエンタテインメント〈プレイステーションコミック〉、全2巻
  1. 1999年5月27日発売、品番：SCPS-19006
  2. 1999年5月27日発売、品番：SCPS-19007
- 井上雄彦 『BUZZER BEATER 新装版』 集英社〈ジャンプ・コミックス〉、全2巻
  1. 2005年2月発行、ISBN 4-08-873730-X
  2. 2005年2月発行、ISBN 4-08-873731-8